# Orobanche kotschyi
Orobanche kotschyi là loài thực vật có hoa thuộc họ Cỏ chổi. Loài này được Reut. mô tả khoa học đầu tiên năm 1847.